# Azay Gouliyev
Azay Gouliyev est le vice-président de la commission des affaires politiques et de la sécurité de l'Assemblée parlementaire de l'OSCE, président du Conseil de surveillance de l'Agence de Sécurité de l'Etat aux organisations non gouvernementales, président de la commission générale de l'Assemblée parlementaire de l'OSCE sur les affaires économiques, la science, la technologie et l'environnement et docteur en philosophie en sciences politiques.
Il est membre des III IV,V et VI convocations de l'Assemblée nationale d'Azerbaïdjan.

## Biographie
Azay Guliyev est né le 23 juin 1971 à Zanguezour. De 1992 à 1998, il a étudié à la faculté d'histoire de l'université d'État de Bakou. A. Gouliyev parle anglais et russe.

### Carrière
Depuis 2005, Azay Gouliyev est membre des groupes de travail interparlementaires Azerbaïdjan-République tchèque, Azerbaïdjan-Estonie, Azerbaïdjan-Turquie, Azerbaïdjan-Autriche, Azerbaïdjan-Afrique du Sud, Azerbaïdjan-Suisse, Azerbaïdjan-Ouzbékistan, Azerbaïdjan-Serbie, chef du groupe de travail interparlementaire Azerbaïdjan-Roumanie.
Depuis 2019, il est membre des groupes de travail interparlementaires Azerbaïdjan-Allemagne, Azerbaïdjan-Grande-Bretagne, Azerbaïdjan-Espagne et Azerbaïdjan-Italie.
A. Gouliyev est membre des III IV,V et VI convocations de l'Assemblée nationale d'Azerbaïdjan.

### Famille
Azay Gouliyev est marié et a trois enfants.